# Calanoida
I Calanoidi (Calanoida) costituiscono un ordine di copepodi facente parte dello zooplancton. Comprende 43 famiglie con circa 2000 specie sia marine che di acqua dolce. I copepodi calanoidi giocano un ruolo importante in molte reti alimentari, catturando energia dal fitoplancton e dalle alghe e «reimpacchettandola» per essere consumata da predatori di livello trofico più elevato, come uccelli, pesci e mammiferi. Molti pesci oggetto di pesca commerciale dipendono dai calanoidi sia per l'alimentazione delle forme larvali che per quella degli adulti. Le balene con i fanoni, come la balena della Groenlandia, si nutrono dei copepodi del genere Calanus e Neocalanus, e lo stesso fanno alcuni uccelli marini planctofagi, come le alche minori crestate, le alche minime e le gazze marine minori.

## Classificazione
I Calanoidi comprendono le seguenti famiglie e il genere Microdisseta, incertae sedis.
- Acartiidae
- Aetideidae
- Arctokonstantinidae
- Arietellidae
- Augaptilidae
- Bathypontiidae
- Boholinidae
- Calanidae
- Calocalanidae
- Candaciidae
- Centropagidae
- Clausocalanidae
- Diaixidae
- Diaptomidae
- Discoidae
- Epacteriscidae
- Eucalanidae
- Euchaetidae
- Fosshageniidae
- Heterorhabdidae
- Hyperbionychidae
- Lucicutiidae
- Mecynoceridae

- Megacalanidae
- Mesaiokeratidae
- Metridinidae
- Nullosetigeridae
- Paracalanidae
- Parapontellidae
- Parkiidae
- Phaennidae
- Phyllopodidae
- Pontellidae
- Pseudocyclopidae
- Pseudocyclopiidae
- Pseudodiaptomidae
- Ridgewayiidae
- Ryocalanidae
- Scolecitrichidae
- Spinocalanidae
- Stephidae
- Subeucalanidae
- Sulcanidae
- Temoridae
- Tharybidae
- Tortanidae